# Деса
Вижте пояснителната страница за други личности с името Деса.
Деса е сръбски жупан, владетел на Хум, Зета и Тревуня (1147/48 - след 1151), както и рашки владетел (около 1155, 1161 – след 1165). 